# Východní blok

Státy východního bloku

Východní blok (zkráceně Východ, též komunistický blok, sovětský blok nebo socialistický blok, rusky Восточная Европа, anglicky Eastern Europe) bylo označení pro skupinu socialistických států střední a východní Evropy, které byly satelitními státy Sovětského svazu (SSSR) během studené války (1947–1991). Alternativně byly tyto státy označovány jako státy na východ od železné opony, komunistický tábor, socialistické společenství států a mezi sebou se nazývaly bratrské země. Vojenskou organizací východního bloku byla Varšavská smlouva, hospodářskou organizací Rada vzájemné hospodářské pomoci (RVHP) a obě měly sídlo v Moskvě.

Železná opona, červeně Východní blok, modře Západní blok, zeleně Jugoslávie a šedě neutrální země

Přestože země, které do tohoto uspořádání patřily, byly formálně nezávislé, fakticky byly z velké části závislé na politice SSSR. To se prokázalo, když sovětská vojska potlačila občanské nepokoje v NDR (1953), Maďarsku (1956) a při sovětské invazi do Československa (1968).
Jako protiklad Východního bloku byl zaveden pojem Západní blok (zkráceně Západ), což byly země osvobozené na konci druhé světové války americkou armádou a ostatními spojeneckými armádami (na rozdíl od Východního bloku, jenž byl osvobozen sovětskou Rudou armádou). Tyto země byly nazývány západními státy, imperialistickými státy nebo jednoduše imperialisty. Nepřátelství, které mezi oběma tábory panovalo už od konce druhé světové války, se nazývá studená válka (1947–1991).

## Spojovací prvky východního bloku

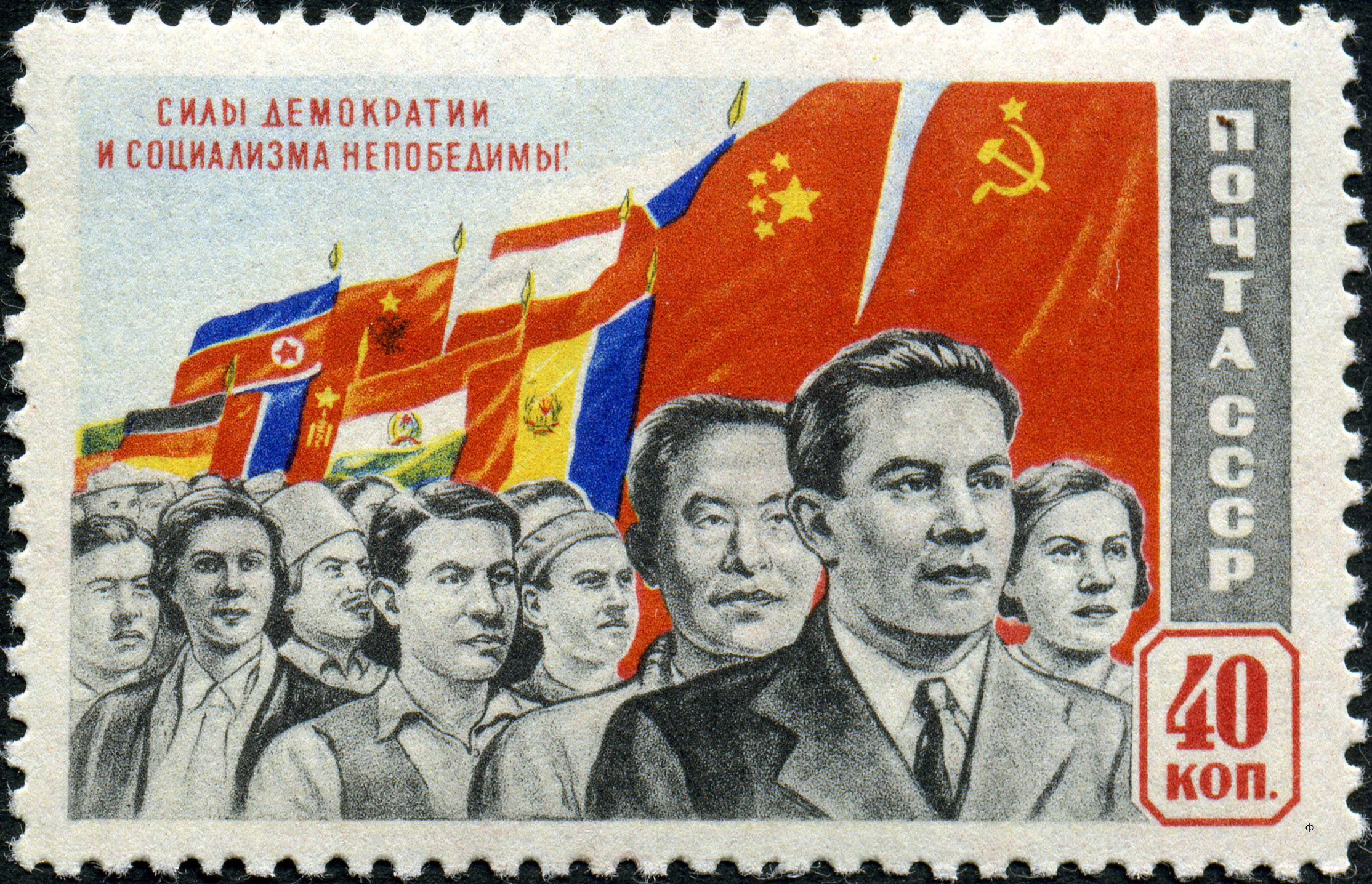
Známka znázorňující bratrské státy Východního bloku

Východní blok držel pohromadě na čtyřech základech:
- politicko-ideologicky prostřednictvím aliance komunistických stran, Komunistického informačního byra založeného v roce 1947,
- ekonomicky prostřednictvím Rady vzájemné hospodářské pomoci (RVHP), založené v roce 1949,
- vojensky prostřednictvím Varšavské smlouvy založené v roce 1955,
- vytváření společného povědomí, jako je například výuka ruštiny jako prvního cizího jazyka ve školách nebo koordinovaná sportovní politika.

Pokud se týká ekonomiky, bylo pro východní blok charakteristické plánované hospodářství. Veškerá výroba byla plánována z centra, to ale vedlo ke zpomalování jejich rozvoje. Například ještě v roce 1950 bylo HDP na hlavu v ČSR vyšší než v Rakousku, dokonce bylo uváděno, že těsně po 2. světové válce Rakousko zaostávalo za ČSR o 28 let. V roce 1989, po čtyřiceti letech plánovaného hospodářství, dosahovalo československé HDP už jen 58 % Rakouska. Státy na území západního bloku (kam spadalo i Rakousko) měly tržní hospodářství, respektive kapitalismus, a prosperita zde rostla (např. vývoj HDP nebo HDI na hlavu).

## Seznam zemí východního bloku
- Albánie (Albánská lidová republika); do roku 1956
- Bulharsko (Bulharská lidová republika)
- Československo (Československá republika (1948–1960) a Československá socialistická republika)
- Maďarsko (Maďarská lidová republika)
- Polsko (Polská lidová republika)
- Rumunsko (Rumunská lidová republika a Rumunská socialistická republika)
- Sovětský svaz (Svaz sovětských socialistických republik)
- Východní Německo (Německá demokratická republika)

## Evropské země mimo východní blok
Do východního bloku některé socialistické země nepatřily, například Albánie a Jugoslávie - SFRJ. Ty přímo nepodléhaly vlivu SSSR nebo se z něj vymanily.
Albánie byla součástí východního bloku pouze do roku 1956, kdy se albánská politika přeorientovala na Čínu. Byl to důsledek roztržky mezi SSSR a Čínou. Následně vládnoucí Albánská strana práce (Partia e Punës e Shqipërisë, zkráceně PPSH) označila Chruščovovy reformy za revizionismus. V roce 1977 se Albánie rozešla i s Čínou a dostala se do úplné izolace.
Jugoslávie byla od roku 1946 oficiálně socialistickou zemí, ale od roztržky v roce 1949 se hospodářsky ani kulturně neorientovala na SSSR. I když vztahy se Sověty se později zlepšily, spolupracovala Jugoslávie i poté se západní Evropou, nikoli pouze s východní. Země byla oficiálně neutrální, odmítala dělení světa na dva bloky supervelmocí a pomáhala založit Hnutí nezúčastněných zemí. Západní státy nicméně řadu států z tohoto hnutí obviňovaly, že de facto jsou členy bloku východního. Platilo to zvláště pro Kubu, která ovšem na druhou stranu často kupříkladu vojensky zasahovala v zemích třetího světa proti sovětské vůli.

## Neevropské země východního bloku

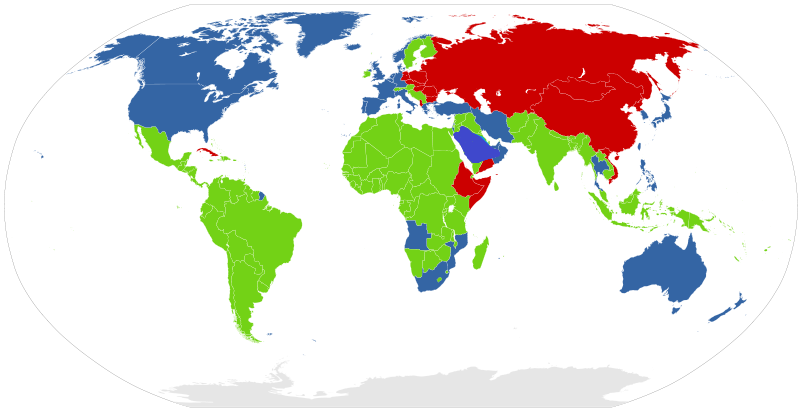
Rozdělení světa během studené války: 1. Západní blok vedený Spojenými státy a jejich spojenci (modře), 2. Východní blok vedený Sovětským svazem, Čínou a jejich spojenci (červeně) 3. Nezúčastněné a neutrální země (zeleně)

V Evropě se pojmem východní blok často označovaly jen evropské komunistické země (Východní Německo, Polsko, Československo, Maďarsko, Rumunsko, Bulharsko a dočasně i Albánie). Východní blok ale zahrnoval i řadu zemí v Asii (Mongolsko, Laos, Vietnam, Kambodža, Severní Korea, před roztržkou v roce 1961 i Čína), Americe (Kuba, Grenada) či Africe (zejména Etiopie). Nebylo to však vždy tak, že všem těmto státům jednoznačně dominoval Sovětský svaz. Existovaly i lokální hegemoni, například Vietnam měl silný vliv v Kambodži.
Pojem východní blok byl někdy užíván jako synonymum pojmu „druhý svět“, který určoval míru rozvinutosti. Marx-leninské režimy však krátkodobě vznikly i v málo rozvinutých zemích třetího světa (Jemen, Kongo, Mosambik, Benin, Angola).

## Vztahy zemí východního bloku

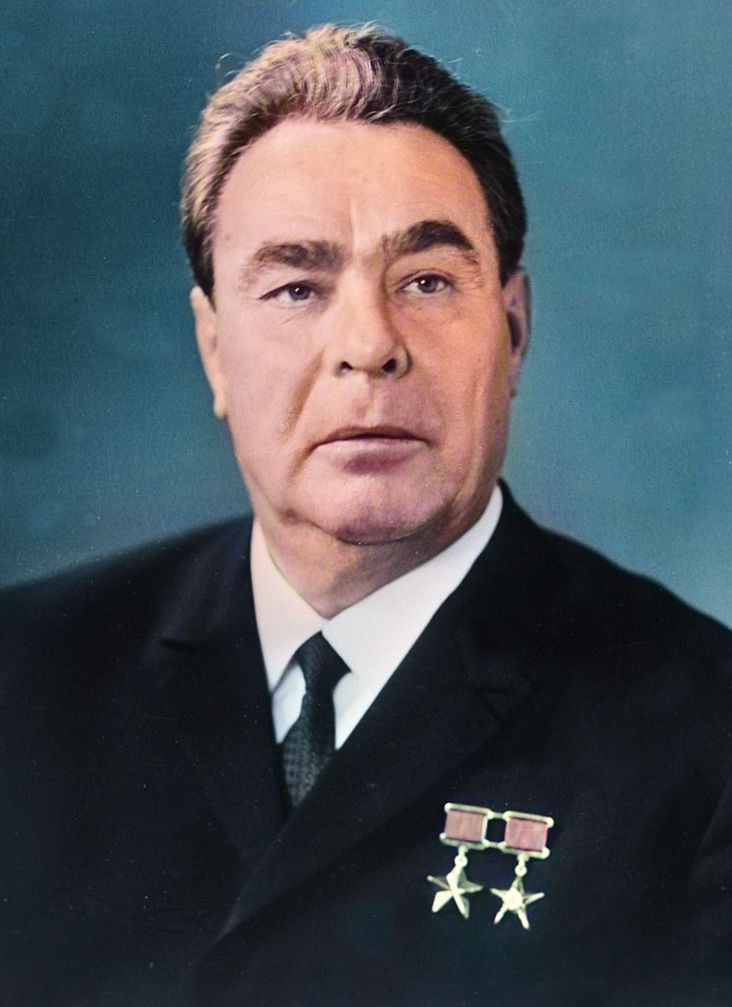
Leonid Iljič Brežněv, generálním tajemníkem KSSS v letech 1964–1982

V zemích východního bloku měl Sovětský svaz ideologickou a mocenskou převahu a ostatní země se nacházely v podřízeném postavení. V těchto zemích vládly komunistické strany nebo strany podobného charakteru, které byly řízeny z Moskvy komunistickou stranou SSSR. Sovětský svaz se od roku 1945 snažil na základě komunistické ideologie a internacionální pomoci centralizovat moc ve východním bloku. Jeho snahou bylo, aby tyto země kopírovaly sovětskou zahraniční i hospodářskou politiku. Na poli hospodářském byla založena Rada vzájemné hospodářské pomoci (RVHP) a na poli vojenském Varšavská smlouva. Obě tyto organizace měly sídlo v Moskvě a jejich posláním bylo chránit bratrské země před imperialistickým západem.
Vztahy zemí východního bloku procházely různými vývojovými stádii. V 50. letech to bylo totální podřízení sovětským zájmům, které se postupně začalo uvolňovat pod tíhou světových i vnitřních událostí a snahou jednotlivých zemí po samostatnější politice. Jednotný model socialistické politiky a totožnost názorů vládnoucích komunistických stran tak nebylo možné do důsledku naplnit. Každá země procházela svým specifickým vývojem a postupně se snažila vymanit z vlivu SSSR. Nejprve to byla Albánie a Jugoslávie, posléze Maďarsko, Československo a Polsko.

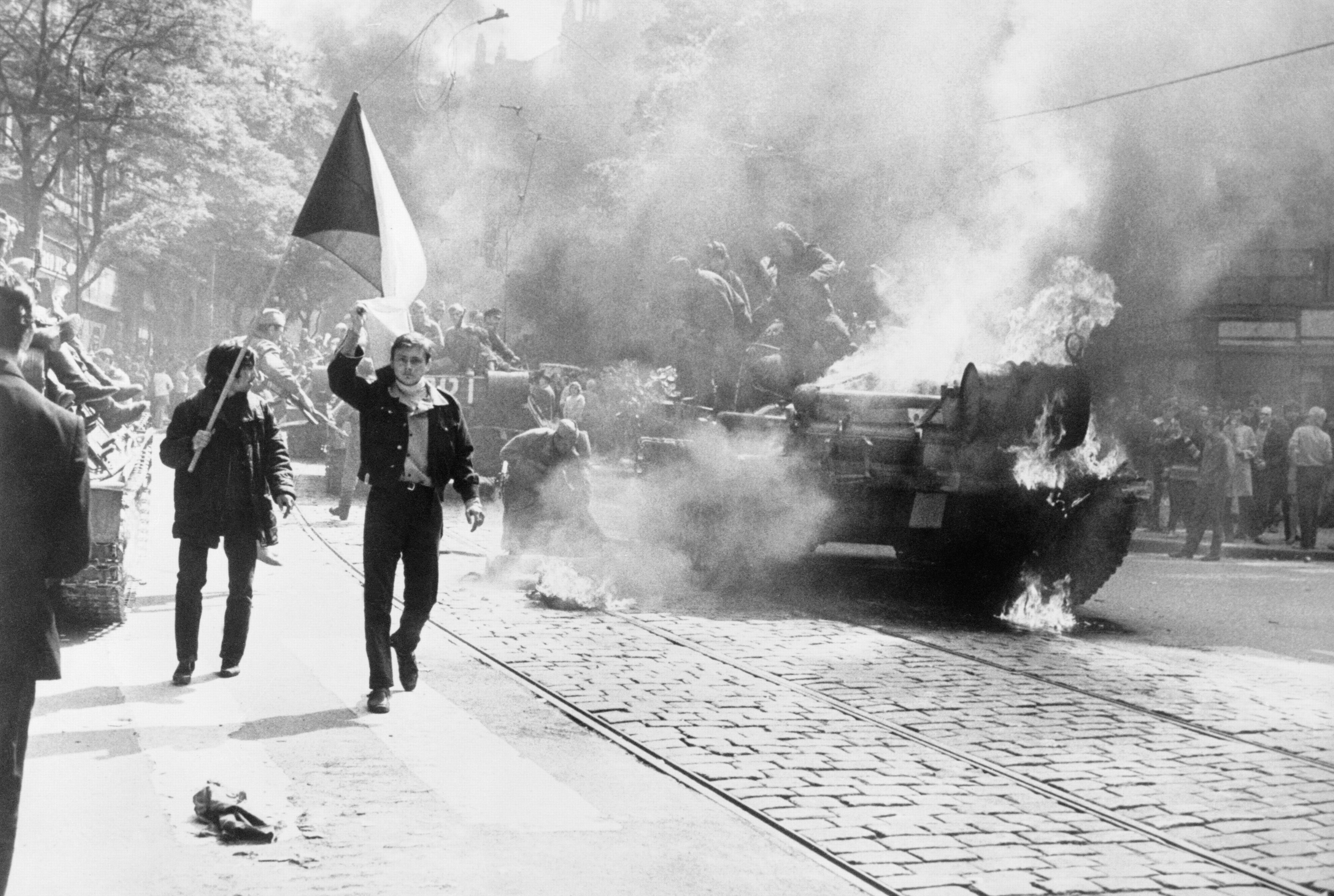
Snímek z invaze vojsk Varšavské smlouvy do Československa v roce 1968

Sovětské vedení neváhalo sáhnout k nátlaku nebo k vojenské intervenci, pokud usoudilo, že jsou ohroženy jeho zájmy. Země východního bloku snažící se dělat vlastní politiku musely očekávat tlak sovětského vedení nebo dokonce vojenskou akci. Leonid Iljič Brežněv zavedl doktrínu, že při ohrožení věci socialismu v jedné zemi, jsou ostatní bratrské země povinny přispěchat jí na pomoc. Stalo se tak v NDR v roce 1953, v Maďarsku v roce 1956, v Československu v roce 1968; ohroženo vojenskou akcí bylo i Polsko v roce 1981.
V Československu a i dalších zemích byl pro východní blok používán termín bratrské nebo spřátelené země. Především v období pražského jara 1968, při invazi vojsk Varšavské smlouvy 21. srpna 1968 a v následném období normalizace vyzníval tento termín velmi ironicky. Oficiálně byla invaze později nazývána pomocí armád bratrských zemí.

## Rozpad východního bloku

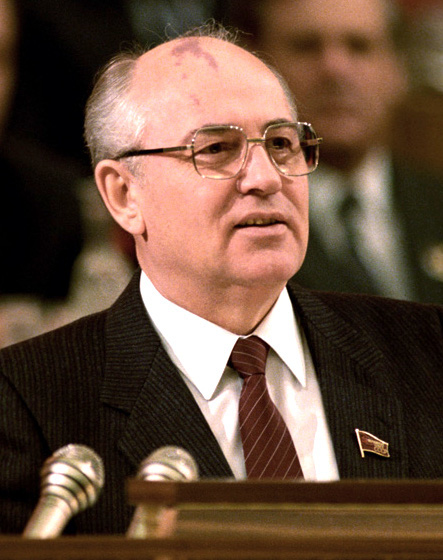
Michail Sergejevič Gorbačov, generálním tajemníkem KSSS v letech 1985–1991

Nakupené problémy ve vztazích mezi bratrskými zeměmi a zaostávání hospodářství nakonec vedly k pádu komunismu a k rozpadu východního bloku. Ten se začal rozpadat na konci 80. let v souvislosti s procesem perestrojky a glasnosti zavedeným v SSSR Michailem Sergejevičem Gorbačovem. To podřízeným zemím otevřelo cestu k odtrhnutí se z vlivu SSSR. Jednotlivé socialistické režimy se postupně hroutily a sovětský blok se rozpadl současně s pádem komunismu během roku 1989.
Pád komunismu v Evropě (1989) východnímu bloku uštědřil definitivní ránu. Znamenal rozpad Varšavské smlouvy, RVHP a nakonec i Sovětského svazu (1991). Některé země si komunistické režimy nicméně ponechaly, ať už tužší (KLDR, Kuba, Laos) nebo s částečným tržním hospodářstvím (Vietnam, Čína).
V souvislosti s úvahami o nové studené válce někteří politologové hovoří o novém východním bloku shromážděném kolem Ruska a Číny (Venezuela, Sýrie, Írán, Srbsko).

## Střední a východní Evropa
Po rozpadu východního bloku v letech 1989 až 1990 se začal používat pojem střední a východní Evropa (zkratkou též CEE, z anglického Central and Eastern Europe). Mezi těmito zeměmi dále probíhá spolupráce vlád a jejich organizací, neziskových organizací a ekonomická spolupráce na státní úrovni i mezi obchodními společnostmi.